# Список персонажей Detective Conan
Detective Conan (яп. 名探偵コナン Мэйтантэй Конан, рус. «Детектив Конан») — японская детективная манга, написанная и проиллюстрированная Госё Аоямой. С 19 января 1994 года манга публикуется в журнале Weekly Shōnen Sunday издательства Shogakukan и была объединена в 99 танкобонов (по состоянию на июль 2021 года).
В манге и аниме «Детектив Конан» содержатся множество персонажей. Некоторые из них, как, например, Синъити Кудо или Чёрная организация, имеют прямое отношение к развитию сюжета. Другие, например, подруга Ран Мори Соноко Судзуки или молодой детектив Хэйдзи Хаттори, являются второстепенными. В манге/аниме присутствуют также персонажи из других манг Аоямы Госё (Кайто Кид и Яйба в маске).
Центральные персонажи проработаны и интересны, а второстепенные и появляющиеся лишь в одном деле часто являются воплощениями стереотипов — иногда забавными, а иногда раздражающими. Изображения персонажей карикатурны — остроносы с большими ушами и конечностями, сам Конан представляет из себя практически большую голову, руки-ноги и бабочку.

## Главные герои
Синъити Кудо (яп. 工藤 新一 Кудо Синъити, [также Эдогава Конан]) — детектив-старшеклассник. На начало произведения он изображен немного слишком идеальным персонажем — умный, атлетичный, привлекательный и популярный. Бандиты пытаются отравить его новым наркотиком «Апотоксином 4869». Но вместо того, чтобы умереть, Синъити превращается в семилетнего мальчика. Он решает скрыть свою настоящую личность и взять псевдоним Конан Эдогава (яп. 江戸川 コナン Эдогава Конан), образованный от имён Артур Конан-Дойла и Эдогавы Рампо. Став ребёнком, он сохраняет прежний ум и навыки и хоть и получает удар по своему самолюбию, продолжает расследовать преступления.
Сэйю: Каппэй Ямагути (Синъити Кудо), Минами Такаяма (Конан Эдогава)
Ран Мори (яп. 毛利 蘭 Мо:ри Ран) — 17-летняя подруга детства Синъити, влюбленная в него. Чемпионка по карате. Не знает о настоящей личности Конана, но иногда начинает его подозревать.
Сэйю: Ямадзаки Вакана
Когоро Мори (яп. 毛利 小五郎 Мо:ри Когоро:) — бывший полицейский, а ныне частный детектив. Ему 38 лет, живёт со своей дочерью Ран; перед началом сюжета манги был женат на адвокате Эри Кисаки. Когоро является частным детективом, однако до появления Конана был не очень успешен на этом поприще. С помощью транквилизатора Конан погружает Когоро в сон и при помощи «бабочки» на шее, изменяющей голос, раскрывает за него преступления. Не осознавая, что это работа Конана, Когоро считает себя великим детективом. За то, что он спит во время раскрытия преступлений, его прозвали «Спящий Когоро». Другое прозвище, Синигами (Бог смерти), он получил за то, что всегда оказывается на месте убийства. У него есть и серьезная сторона характера, которую он демонстрирует довольно редко, доказывая, что он не смог бы столько лет проработать частным сыщиком, если бы действительно был ни на что не способен. Иногда по подсказкам Конана ему удаётся самому раскрыть преступление. Является страстным игроком в азартные игры, например, в скачки и маджонг. Является также большим поклонником актрисы Ёко Окино. Превосходно владеет дзюдо.
Сэйю: Акира Камия, Рикия Кояма

## Друзья и семьи

### Хироси Агаса
Хироси Агаса (яп. 阿笠 博士 Агаса Хироси) — учёный, друг Синъити. Изобрёл для Конана несколько приспособлений, которые помогают ему в расследованиях. Знает о настоящих личностях Конана и Хайбары. Довольно добродушный мужчина, однако в то же время он жаден и любит много поесть. Постоянно устраивает для молодых детективов разного рода загадки, в основном основанные на знании кандзи.
Сэйю: Кенъити Огата

### Хэйдзи Хаттори
Хэйдзи Хаттори (яп. 服部平次 Хаттори Хэйдзи) — детектив-старшеклассник, также как и Синъити. Работает на западе страны, в Осаке. Его дедуктивные способности похожи на способности Синъити. Однако после их встречи Хэйдзи признаёт превосходство детективных навыков коллеги. Знает о настоящей личности Конана и постоянно напоминает ему об этом. У него смуглый цвет кожи, который, по его собственным словам, он унаследовал от своего деда. Никогда не сталкивался с Чёрной организацией, однако помогал Конану в сборе информации.
Сэйю: Рё Хорикава

### Соноко Судзуки
Соноко Судзуки (яп. 铃木园子 Судзуки Соноко) — лучшая подруга Ран и её одноклассница. Семья Соноко очень богата и влиятельна в Токио. Соноко постоянно находилась в поисках своего принца, однако любовные неудачи следовали одна за другой, до тех пор, пока она не встретила каратиста Макото Кэгоку. Тем не менее её парень постоянно находится в разъездах по стране и поэтому Соноко часто встречается с понравившимися молодыми людьми. В отсутствие Мори Когоро Конан иногда в качестве детектива использует Соноко.
Сэйю: Наоко Мацуи

### Эри Кисаки
Эри Кисаки (яп. 妃英理 Кисаки Эри) — бывшая жена Когоро, мать Ран. После развода с мужем, полностью посвятила себя карьере адвоката. На работе снискала себе прозвище «Королева юристов». Считает, что лучшее, что она взяла от бывшего мужа — это дочь и бросок противника через плечо.
Сэйю: Гара Такасима

### Юсаку Кудо
Юсаку Кудо (яп. 工藤 優作 Кудо Юсаку) — всемирно известный писатель детективов, отец Синъити. Славу ему как писателю принёс Ночной барон, герой серии его романов. Будучи уже известным писателем, он женился на молодой актрисе Юкико Фудзиминэ, которой впоследствии пришлось оставить кинокарьеру из-за рождения сына Синъити. В настоящее время он со своей женой живёт и работает в США, в Лос-Анджелесе. Очень редко приезжает к сыну в Японию.
Сэйю: Хидэюки Танака

### Юкико Кудо
Юкико Кудо (яп. 工藤有希子 Кудо Юкико) — мать Синъити, жена Юсаку Кудо. Её девичья фамилия — Фудзиминэ, в юности она была талантливой актрисой. Она обучалась вместе с актрисой Шарон Винъярд у знаменитого мастера перевоплощений Тоити Куробэ. После брака она полностью посвятила себя мужу и сыну Синъити. В настоящее время живёт вместе с мужем в Лос-Анджелесе, время от времени приезжает навестить сына в Токио.
Сэйю: Суми Симамото

### Кадзуха Тояма
Кадзуха Тояма (яп. 遠山 和葉 То:яма Кадзуха) — подруга детства Хэйдзи.

### Молодые детективы
Команда молодых детективов (яп. 少年探偵団 Сё:нэн Тантэйдан, англ. Detective Boys) — команда детей-одноклассников Конана, которые временами помогают ему решать преступления или находить их.

##### Аюми Ёсида
Аюми Ёсида (яп. 吉田歩美 Ёсида Аюми) — одноклассница Конана, Хайбары, Гэнты и Мицухико. Член команды молодых детективов. Влюблённая в Конана, она не обращает внимания на то, что Гэнта и Мицухико влюблены в неё саму. Аюми — самая младшая в группе и самая пугливая, однако в некоторых ситуациях может постоять за себя и за друзей.
Сэйю: Юкико Ивай

##### Мицухико Цубурая
Мицухико Цубурая (яп. 円谷光彦 Цубурая Мицухико) — одноклассник Конана, Хайбары, Гэнты и Аюми. Член команды молодых детективов. Считает себя соперником Гэнты в борьбе за сердце Аюми. Восхищается Конаном, считает его одним из умнейших людей. Мицухико сам по себе является очень умным и многому учится благодаря Конану.
Сэйю: Икуэ Отани

##### Гэнта Кодзима
Гэнта Кодзима (яп. 小嶋元太 Ко:дзима Гэнта) — одноклассник Конана, Хайбары, Мицухико и Аюми. Член команды молодых детективов. Самопровозглашённый лидер группы, пытается казаться смелым, однако постоянно оставляет Конана исправлять сложившуюся ситуацию.
Сэйю: Ватару Такаги

##### Сихо Мияно
Сихо Мияно (яп. 宮野志保 Мияно Сихо, [также Хайбара Ай]) — бывший член Чёрной организации, известная под кодовым именем «Херес» (англ. Sherry). У неё была сестра Акэми, которую убила Чёрная организация. После её гибели Сихо решает покинуть организацию, поскольку понимает, что её ожидает участь сестры. Она принимает тот же самый наркотик, что и Синъити. Превратившись в девочку, она селится в доме профессора Агасы. Сихо начинает новую жизнь как восьмилетняя девочка в том же классе, где учится Конан.
Сэйю: Мэгуми Хаясибара

## Чёрная организация

### Действительные члены
Чёрная организация (яп. 黒の組織 Куро но сосики) или Люди в чёрном — организация-антагонист. Данная организация совершает тяжкие и особо тяжкие преступления: от краж и вымогательств до убийств. Все члены организации имеют клички. Члены Чёрной организации Джин и Водка ответствены за превращение Кудо Синъити в ребёнка.

#### Босс
Лидер Чёрной организации. Его личность и пол неизвестны. Однако, 14-го декабря 2017 года, Госё Аояма раскрыл, что боссом организации является Рэнья Карасума (яп. 烏丸 蓮耶 Карасума Рэнья), который живёт более ста лет.

#### Джин
Джин (яп. ジン Дзин) — один из главных членов организации. Высокий длинноволосый блондин, левша, всегда ездит на автомобиле Порше-356. Заставил Кудо Синъити принять наркотик «Апотоксин 4869».

#### Водка
Водка (яп. ウォッカ Вокка) — член организации, напарник Джина. В отличие от своего напарника более доверчив, но обладает лучшей памятью на лица.

#### Вермут
Вермут (яп. ベルモット Бэрумотто) — настоящее имя Крис Винъярд. Знаменитая актриса из США, обладает невероятным актёрским талантом маскировки. Очень красивая и умная женщина. Была лучшей подругой матери Кудо Синъити под именем Шэрон Винъярд. Знает истинные личности Эдогава Конана и Ай Хайбары, но держит это в тайне от Чёрной Организации, потому что Синъити и его девушка Ран спасли ей жизнь в Нью-Йорке.

#### Кьянти и Корн
Кьянти (яп. キャンティ Кянти) и Корн (яп. コルン Корун) — являются снайперами организации, Кьянти — женщина, её озвучивает Кикуко Иноуэ, Корн — мужчина, его озвучивает Хироюки Киносита.

#### Ром
Ром (яп. ラム Раму) — один из важных членов организацию. Как и босс, личность неизвестна за исключением, того что участник возможно является мужчиной. Хайбара описывает участника тремя приметами; либо высоким и сильным, женственный вид или престарелый человек, одна из его точных примет это то, что один глаз Рома является искусственным. В 2020 году выяснилось, что Ром — Канэнори Вакита.

### Умершие члены

#### Писко
Масуяма Кэндзо (яп. 枡山宪三 Кэндзо Масуяма, [также Писко]) — киллер Чёрной организации. Был убит Джином из-за нарушения статуса конфиденциальности: фотокамера зафиксировала момент убийства жертвы Писко.

#### Текила
Текила (яп. テキーラ Тэки:ра) — член Чёрной организации. Для совершения преступлений полагался на грубую силу. Был случайно убит бомбой, которая предназначалась для другого человека.

#### Ацуси Мияно
Ацуси Мияно (яп. 宮野 厚司 Мияно Ацуси) — отец Сихо Мияно.

#### Елена Мияно
Элэна Мияно (яп. 宮野 エレーナ Мияно Эрэ:на) — мать Сихо Мияно.

#### Акэми Мияно
Акэми Мияно (яп. 宮野 明美 Мияно Акэми) — старшая сестра Сихо Мияно.

#### Кальвадос
Кальвадос (яп. カルバドス Карубадосу) — член Чёрной Организации, служующий как снайпер. Выполняя задание с Вермут, покончил жизнь самоубийством, чтобы не быть схваченым агентами ФБР.

#### Рикумити Кусуда
Рикумити Кусуда (яп. 楠田 陸道 Кусуда Рикумити)

### Бывшие члены

#### Киитиро Нумабути
Киитиро Нумабути (яп. 沼淵 己一郎 Нумабути Киитиро:)

## Японская полиция

### Дзюдзо Мэгурэ
Дзюдзо Мэгурэ (яп. 目暮十三 Мэгурэ Дзю:дзо:) — инспектор токийской полиции по расследованию убийств. С подчинёнными может быть и строг, и приветлив. Плохо владеет английским языком. В своей работе часто сталкивается с Конаном и Мори Когоро, которого за глаза называет «Синигами» (то есть бог смерти) за то, что тот буквально притягивает к себе преступления. Мэгурэ женат на девушке, с которой он познакомился благодаря несчастному случаю: их обоих сбил автомобиль. С тех пор у Мэгурэ на голове шрам, который инспектор скрывает шляпой.

### Киёнага Мацумото
Киёнага Мацумото (яп. 松本 清長 Мацумото Киёнага) — начальник инспектора Мэгурэ. Его лицо покрыто шрамами. Он вдовец, воспитывает взрослую дочь, Мацумото Саюри, которая была учителем музыки в младшей школе Тейтан в классе Синъити, Ран и Соноко.

### Ниндзабуро Сиратори
Ниндзабуро Сиратори (яп. 白鳥 任三郎 Сиратори Ниндзабуро:) — коллега Мэгурэ. Впервые появляется в первом фильме и в манге. Сын богатых родителей. Поначалу был влюблён в свою коллегу, Сато Мивако так как она была похожа на девочку, которая угостила его коктейлем с оригами сакурой в знак благодарности, за то что он заступился за неё в библиотеке. Вскоре узнаёт, что той девочкой являлась Сумико Кобаяси, учитель Конан и его друзей.

### Мивако Сато
Мивако Сато (яп. 佐藤 美和子 Сато: Мивако) — девушка, работающая в полиции, партнёр Такаги. Является всеобщей любимицей в штабе полиции, старшие коллеги-мужчины относятся к ней как к своей младшей сестре. Отец Сато был полицейским, который был сбит грузовиком при попытке задержании грабителя банка.

### Ватару Такаги
Ватару Такаги (яп. 高木 渉 Такаги Ватару) — детектив, позже сержант токийской полиции по расследованию убийств. Состоит в романтических отношениях со своей коллегой Мивако Сато, за что он является объектом ненависти в штабе полиции, старших коллег-мужчин, которые относятся к Мивако как к своей младшей сестре.

### Казунобу Тиба
Казунобу Тиба (яп. 千葉 和伸  Тиба Кадзунобу) — Офицер полиции, который работает вместе с инспектором Мэгурэ. Является другом Ватару Такаги.

### Юми Миямото
Юми Миямото (яп. 宮本 由美 Миямото Юми) — девушка из полиции, работает в Департаменте Дорожного Движения. Подруга Мивако Сато, которой помогает в её отношения с Ватару Такаги.

### Наэко Миикэ
Наэко Миикэ (яп. 三池 苗子 Миикэ Наэко) — девушка-полицейский, новая напарница Юми Миямото, а также друг детства Казунобу Тиба, к которому испытывает романтические чувства. Её озвучивает Риё Танака.

## Полиция Осака

### Хэйдзо Хаттори
Хэйдзо Хаттори (яп. 服部 平蔵 Хаттори Хэйдзо:)

### Гинсиро Тояма
Гинсиро Тояма (яп. 遠山 銀司郎 То:яма Гинсиро)

## Полиция Нагано

### Кансукэ Ямато
Кансукэ Ямато (яп. 大和 敢助 Ямато Кансукэ)

### Юй Уэхара
Юй Уэхара (яп. 上原 由衣 Уэхара Юи)

### Такааки Морофуси
Такааки Морофуси (яп. 諸伏 高明 Морофуси Такааки)

## Остальные полицейские

### Мисао Ямамура
Мисао Ямамура (яп. 山村 操 Ямамура Мисао)

### Санго Ёкомидзо
Санго Ёкомидзо (яп. 横溝 参悟 Ёкомидзо Санго)

### Дзюго Ёкомидзо
Дзюго Ёкомидзо (яп. 横溝 重悟 Ёкомидзо Дзю:го)

### Синтаро Тяки
Синтаро Тяки (яп. 茶木 神太郎 Тяки Синтаро:)

## ЦРУ
Вымышленные членами ЦРУ в эта серии.

### Этан Хондо
Этан Хондо (яп. 本堂 イーサン Хондо: И:сан) — отец Эйсукэ Хондо.

### Хидэми Хондо
Хидэми Хондо (яп. 本堂 瑛海 Хондо: Хидэми, [также Рэна Мидзунаси]) — старшая сестра Эйсукэ Хондо.

## Бюро Общественной Безопасности

#### Бурбон
Бурбон (яп. バーボン Ба:бон) — настоящие имя Рэй Фуруя, но всем известен как Тоору Амуро. Работает в агентом Бюро Общественной Безопасности, чтобы собрать информацию о Сихо Мияно и Сюити Акая. Под прикрытием состоит в Чёрной Организации под кодовым именем «Бурбон», часто в качестве напарника Вермут.

## ФБР

### Джеймс Блэк
Джеймс Блэк (яп. ジェイムズ・ブラック Дзиэймудзу Буракку)

### Джоди Старлинг
Джоди Старлинг (яп. ジョディ・スターリング Дзёди Сута:рингу)

### Андре Кэмэл
Андре Кэмэл (яп. アンドレ・キャメル Андорэ Кямэру)

### Сюити Акай
Сюити Акай (яп. 赤井 秀一 Акай Сю:ити, [также Дай Моробоси, Субару Окия)

## Другие персонажи

### Ёко Окино
Ёко Окино (яп. 沖野 ヨーコ Окино Ё:ко)

### Сумико Кобаяси
Сумико Кобаяси (яп. 小林 澄子 Кобаяси Сумико) — учитель Конан и его друзья. Практически выглядит как Мивако Сато. В детстве за неё заступился юный Ниндзабуро Сиратори, спустя несколько лет она состоит с ним в романтических отношениях.

### Дзирокити Судзуки
Дзирокити Судзуки (яп. 鈴木 次郎吉 Дзирокити Судзуки) — дядя Соноко.

### Макото Кэгоку
Макото Кэгоку (яп. 京極 真 Кё:гоку Макото) — междугородной парень Соноко.

### Эйсукэ Хондо
Эйсукэ Хондо (яп. 本堂 瑛祐 Хондо: Эйсукэ) — одноклассник Ран и Соноко.

### Томоаки Арайдэ
Томоаки Арайдэ (яп. 新出 智明 Арайдэ Томоаки)

### Адзуса Эномото
Адзуса Эномото (яп. 榎本 梓 Эномото Адзуса)

### Масуми Сэра
Масуми Сэра (яп. 世良 真純 Сэра Масуми) — девушка-подросток, обладающая навыками детектива. У неё есть два старших брата, Сюити Акай и Сюкити Ханэда. Является квалифицированным специалистом в Джиткундо. Знает настоящую личность Конан, в детстве она виделась с ним и Ран на пляже Японии. В течение трёх лет жила в Америке. Её озвучивает Норико Хидака.

### Сюкити Ханэда
Сюкити Ханэда (яп. 羽田 秀𠮷 Ханэда Сю:кити, [также Тайко Мэйдзин]) — профессиональный и широко известный игрок в сёги, а также бывший парень Юми Миямото. Он также является средним братом Масуми Сэры и Сюити Акай. Его озвучивает Тосиюки Морикава.

### Мэри Сэра
Мэри Сэра (яп. メアリー·世良) — девочка школьного возраста со светлыми волосами, которая живёт вместе с Масуми Сэрой. Несмотря на свою внешность, она на самом деле является женщиной средних лет и матерью Масуми, Сюити Акай и Сюкити Ханэда. По неизвестной причине её тело тоже уменьшилось из-за APTX 4869. Её озвучивает Ацуко Танака.

### Руми Вакаса
Руми Вакаса (яп. 若狭留美 Вакаса Руми)